# Karita Mattila
Karita Mattila (Somero, Finlàndia, el 5 de setembre de 1960) és una soprano finlandesa, una de les més grans exponents del cant líric de la seva generació, com a soprano lírico-dramàtica destaca en personatges de Verdi, Puccini, Mozart, Richard Strauss i Wagner.
Va guanyar el Primer premi Cardiff Singer of The World el 1983 i es va graduar a l'Acadèmia Sibelius de Hèlsinki, on va estudiar amb Liisa Linko-Malmio. Va continuar els estudis a Londres, amb la Vera Rózsa, mestra de Kiri Te Kanawa, Anne Sofie von Otter i altres cèlebres cantants.

## Biografia
Mattila va fer el seu debut a la Royal Opera House, Covent Garden de Londres, en el paper de Fiordiligi a Così fan tutte de Wolfgang Amadeus Mozart el 1986. El 22 de març de 1990 va debutar al Metropolitan Opera de Nova York com a Donna Elvira a Don Giovanni. Apareix freqüentment amb les millors orquestres i en els millors teatres d'òpera del món, incloent-hi el Metropolitan de Nova York, Royal Opera House a Londres, Théâtre du Châtelet i Opéra Bastille a París, Lyric Opera de Chicago, Òpera de San Francisco, Houston Grand Opera, Wiener Staatsoper, Festival de Salzburg i Deutsche Oper Berlin.
Destaca la seva col·laboració amb directors d'orquestra com Claudio Abbado, Colin Davis, Simon Rattle i Donald Runnicles.
És reconeguda internacionalment per ser una extraordinària actriu i cantant que brinda una intensitat poc comuna a cada rol. Els seus rols més coneguts són Jenůfa, Kàtia Kabànova, Salome, Leonora, Arabella, Donna Anna, Donna Elvira, Fiordiligi i Tatiana.

## Repertori principal
- Tosca (Tosca).
- Manon (Manon Lescaut).
- Salome (Salome).
- Arabella (Arabella).
- Leonore (Fidelio).
- Amelia (Un ballo in maschera).
- Elisabeth (Don Carlos).
- Amelia (Simon Boccanegra).
- Desdemona (Otello).
- Elsa (Lohengrin).
- Eva (Die Meistersinger von Nürnberg).
- Sieglinde (Die Walküre).
- Chrysothemis (Elektra).
- Jenůfa i Madrastra (Jenůfa).
- Kàtia Kabànova (Kàtia Kabànova).
- Donna Anna (Don Giovanni).
- Lisa (La dama de piques).
- Tatyana (Eugeni Oneguin).

## Discografia principal
Recitals
- Arias & Scenes (Erato)
- German Romantic Arias (Erato)
- Strauss: Orchestral Songs; Four Last Songs (DG)
- Strauss: Orchestral Songs (Sony)
- Strauss: Hölderlin Lieder (Sony)
- Excellence - The Artistry of Karita Mattila (Ondine)
- Sibelius Songs (Ondine)
- Grieg and Sibelius Songs (Erato)
- Karita Live! (Ondine)
- From the Heart of Finland (Ondine)
- Wild Rose (Ondine)
- Modern Portrait (Warner/Finlàndia)
- Best of Evergreens (Ondine)
- Karita's Christmas (Ondine)
- Marriner: Lollipops (Philips)

Òperes completes en CD i DVD:
- Beethoven, Fidelio (DG)(DVD, Metropolitan)
- Verdi, Simon Boccanegra (TDK)(DVD Florència)
- Verdi, Don Carlos (EMI) (DVD Paris)
- Janáček, Jenůfa (Erato)
- Mozart, Li nozze di Figaro (Sony)
- Mozart, Così fan tutte (Philips)
- Mozart, Don Giovanni (Philips)
- Puccini, Manon Lescaut (EMI)(DVD Metropolitan)
- Schubert, Fierrabras (DG)
- Schumann: Scenes from Goethe's Faust (Sony)
- Wagner, Die Meistersingers von Nürnberg (Decca, DG)(DVD Metropolitan)
- Weber,Der Freischütz (Philips)